# فیلسبیبورگ
شهر فیلسبیبورگ (به آلمانی: Vilsbiburg) در ایالت بایرن در کشور آلمان واقع شده‌است.